# Selay Ghaffar
Selay Ghaffar (Pashto سیلی غفار) nasceu no dia 5 de outubro de 1983 na província de Farah, no oeste do Afeganistão. É filha de um partisan e intelectual de pensamento da esquerda política. Quando tinha 3 meses a sua família escapou do Afeganistão para viver exilada nos países vizinhos Irão e Paquistão. Talvez graças ao facto de pertencer a uma família de intelectuais, cresceu com uma alta motivação para lutar pelos direitos de pessoas necessitadas. Com 13 anos de idade, começou a sua trajectória como activista social para ajudar pessoas na infância e as mulheres do Afeganistão em campos de refugiados no Paquistão.

## Biografia
Sendo uma activista política e a favor dos direitos das mulheres, Selay Ghaffar trabalhou para numerosas organizações nacionais e internacionais de direitos humanos. Foi directora da Assistência Humanitária para as Mulheres e a Infância do Afeganistão (HAWCA), que foi fundada em 1999 no Paquistão. Durante o período dos talibãs fez parte de um grupo de alfabetização para mulheres e meninas em províncias como Nangarhar, Laghman, Farah e Herat. Durante o seu activismo na HAWCA conseguiu oferecer educação e atenção sanitária a numerosas mulheres, meninos e meninas em muitas províncias, assessorar legalmente e proteger as vítimas da violência contra as mulheres, contribuir com ferramentas de liderança às jovens e trabalhar em diferentes níveis pelos direitos humanos.
Tem vindo sempre a criticar o governo e todos os senhores da guerra, assinalando as causas profundas das violações de direitos contra o povo afegão. É muito popular como activista e fruto disso é a sua participação activa na maioria de conferências nacionais e internacionais e eventos sobre o Afeganistão, como Bonn II, a Conferência de Londres e outros forums nos quais tem denunciado a situação do Afeganistão durante as suas intervenções. Toda esta experiência a empurrou a se envolver activamente na política como opositora.
É muito conhecida como porta-voz do Partido da Solidariedade do Afeganistão, por causa da sua oposição pública contra as forças de ocupação da União Europeia e da NATO, bem como contra os senhores da guerra. Nos debates televisivos em que participa, denuncia as políticas dos ocupantes e os seus subalternos locais, destaca os crimes que estão a perpetrar no governo e os senhores da guerra contra o povo afegão, defende os direitos das mulheres e o povo mais necessitado, e apela às pessoas pela unidade e pela solidariedade. Na maioria dos seus debates televisivos contribui com factos e dados sobre crimes cometidos pelas facções jihadistas que fazem parte do governo.